# Teresina
Teresina je hlavní a největší město brazilského státu Piauí a jediné vnitrozemské hlavní město v Severovýchodním regionu země. Centrum města leží mezi řekami Parnaíba a Poti, a proto se městu někdy říká „Mezopotámie Severovýchodu“.
V severní části města se stékají dvě řeky a pokračují směrem k Atlantiku. Na soutoku je přírodní park s vyhlídkovou plošinou, která umožňuje výhled na soutok z krátké vzdálenosti. Směrem z města přes řeku Parnaíba leží menší město Timon a ještě dál hranice státu Maranhão. V městě Teresina žije přes 752 000 obyvatel na ploše 1680 km2. Metropolitní area má asi 996 000 obyvatel. Okolo ležícímu regionu se říká Chapada do Corisco. Město se původně jmenovalo Vila Nova do Poti, po řece Poti, a později bylo na počest císařovny Terezy Kristýny, ženy Pedra II. Brazilského, přejmenováno na Teresina. Město je hlavním městem státu od roku 1852, kdy bylo založeno guvernérem provincie José Saraivou, který přemístil administrativní sídlo provincie Piauí z města Oeiras. Teresina byla prvním plánovaným městem Brazílie (dříve než dobře známé plánované hlavní město Brasília, založené roku 1960, a dříve než Belo Horizonte, hlavní město státu Minas Gerais, založené v roce 1897); jeho vzhled prý připomíná šachovnici. Je rozděleno do čtvrtí, z nichž nejoblíbenější je Mocambinho. Je známo jako „Zelené město“ kvůli nespočtu mangovníků, které lemují ulice. K místním řemeslům patří keramika. Památník připomíná legendárního Cabeça de Cuia, osobnost místního folklóru. Protože leží v blízkosti rovníku, vysoké teploty v Teresině během roku se pohybují mezi 26 a 40 stupni Celsia, z čehož nejnižší teploty bývají v prvních 5 měsících roku. Nejteplejším obdobím roku je říjen až prosinec. Vlhkost vzduchu je vysoká po celý rok, s nejnižší v průměru okolo 40 % a nejvyšší okolo 90 %, přičemž nejvyšší hodnoty (80 – 90 %) jsou zaznamenávány od března do června. Město je součástí vysoce osídleného komplexu známého jako Regiao Integrada de Desenvolvimento de Grande Teresina (Region integrovaného rozvoje Velké Teresiny).

## Geografie

### Podnebí
Teresina má poloaridní nebo stepní podnebí. Tyto výrazy popisují klimatické regiony, které dosahují nízkých ročních úhrnů srážek (250–500 mm).

### Vegetace
Teresina má caatingu, vegetační typ a ekoregion charakteristický pro severovýchodní Brazílii. Název „caatinga“ pochází z jazyka Tupi a znamená „bílý les“ nebo „bílá vegetace“ (kaa = les, vegetace, tínga = bílý). Caatinga je suchá země s keři a trněný les, která je tvořena převážně malými, trnatými stromky, které shazují každoročně listí. Základní vrstvu tvoří kaktusy, rostliny s úzkými kmeny ve tvaru trněného kartáče a suchu přizpůsobené trávy. Mnoho jednoletek roste, kvete a umírá během krátké deštné sezóny.

## Hospodářství
HDP města bylo 5 245 724 000 BRL (2005).
Příjem na obyvatele města byl 6 650 BRL (2005).

## Vzdělání
Oficiálním národním jazykem je portugalština a tím je také prvním jazykem učeným ve školách. Ale součástí výuky na středních školách jsou i angličtina a španělština.

### Univerzity v Teresině
- Universidade Federal do Piauí (UFPI);
- Universidade Estadual do Piauí (Uespi);
- Centro Federal de Educação Tecnológica do Piauí (CEFET-PI).
- Faculdade de Saúde, Ciências Humanas e Tecnológicas do Piauí (Faculdade Novafapi)
- Faculdade Integral Diferencial(Facid)
- Instituto Camilo Filho(ICF)
- Centro de Ensino Unificado de Teresina(CEUT)

## Infrastruktura

### Národní letiště
Teresina/Senador Petrônio Portella Airport. Letiště Teresina bylo otevřeno 30. září 1967 a od 3. února 1975 ho obsluhuje Infraero. Letiště Teresina se nachází čtyři kilometry od centra, zhruba deset minut jízdy autem. Leží 67 m n. m. a průměrná teplota je 30,9 °C.

### Metro
Teresina Metro je systém metra v Teresině. Je provozováno CTMP (Companhia Metropolitana de Transportes Públicos) a bylo otevřeno v roce 1990.

## Sport
Ve městě sídlí dva fotbalové kluby, River Atlético Clube a Esporte Clube Flamengo. Oba týmy hrají na obou stadionech, Estádio Governador Alberto Tavares Silva a Estádio Lindolfo Monteiro.
V Teresině se v roce 1973 narodil sprinter Cláudio Roberto Souza.